# Вильнюсский саммит Восточного партнёрства
Вильнюсский саммит Восточного партнёрства — двухдневная встреча в верхах инициативы Евросоюза «Восточное партнерство», которая состоялась 28-29 ноября 2013 года в Вильнюсе.

## История
В конце 2013 года Путин высказал Януковичу намерение не допустить вступления Украины в Евросоюз или НАТО, а также угрожал оккупировать Крым и Донбасс в случае подписания Соглашения об ассоциации. Эту информацию подтвердили украинский чиновник Геннадий Москаль и тогдашний министр иностранных дел Польши Радослав Сикорский. Действия Януковича на встрече по Соглашению об ассоциации косвенно подтверждали это: на Вильнюсский саммит он прибыл с намерением соглашение не подписывать. 9 ноября Путин и Янукович встретились в Москве. После этой встречи Янукович решил не подписывать Соглашение об ассоциации с Евросоюзом.
Во встрече в верхах приняли участие представители стран «Восточного партнерства»: президент Азербайджана Ильхам Алиев, Армении Серж Саргсян, Грузии Георгий Маргвелашвили, премьер-министр Молдовы Юрий Лянкэ, президент Украины Виктор Янукович, министр иностранных дел Беларуси Владимир Макей.
Европейский Союз представляли: председатель Европейского совета Герман Ван Ромпёй, председатель Еврокомиссии Жозе Мануэль Баррозу, председатель Европарламента Мартин Шульц, верховный представитель ЕС по вопросам внешней политики и политики безопасности Кэтрин Эштон, комиссары ЕС по вопросам расширения и европейской политики соседства Штефан Фюле и торговли Карел де Гюхт.
В ходе встречи Грузия и Молдавия парафировали соглашения об ассоциации с ЕС. Здесь же предусматривалось подписать Соглашение об ассоциации и Соглашение об углубленной и всеобъемлющей зоне свободной торговли с Украиной, однако за неделю до встречи в верхах украинское правительство приостановило процесс подготовки к подписанию. Выступая перед собравшимися, президент Украины Виктор Янукович заявил, что Украина сохраняет приверженность идеям евроинтеграции и намерена в ближайшем будущем подписать соглашение об ассоциации с ЕС, но прежде этого ожидает от руководителей Евросоюза и связанных с ним организаций «решительных шагов навстречу Украине в вопросе разработки и реализации программы финансово-экономической помощи с использованием всех имеющихся механизмов и ресурсов как институтов, так и государств — членов ЕС». Среди таких шагов Виктор Янукович назвал организацию программ бюджетной помощи со стороны ЕС и МВФ, пересмотр торговых ограничений на импорт украинской продукции, участие ЕС в реконструкции украинской газотранспортной системы и отказ стран-членов ЕС от участия в проектах по строительству систем транспортировки газа в обход Украины, а также урегулирование проблем и противоречий с Россией и другими странами Таможенного союза. В завершение Янукович выразил надежду, что Украина сможет подписать соглашение об ассоциации с ЕС уже на следующей встрече в верхах «Восточного партнёрства».
Также Азербайджан отказался подписать соглашение об ассоциации с ЕС .

«Мы уже известили Европейский Союз, что не сможем принять предлагаемое соглашение об ассоциации. Мы хотим подготовить документ, более адекватно отвечающий уровню наших отношений и сотрудничества с Евросоюзом»— Новруз Мамедов, 25 ноября 2013 года
Председатель Еврокомиссии Баррозу отверг предложение президента Украины Януковича об участии России в переговорах Украины с Евросоюзом, а Мартин Шульц заявил, что договор с Украиной может быть подписан со следующим президентом. Хозяйка встречи в верхах президент Литвы Даля Грибаускайте не скрывала своего разочарования и заняла жёсткую позицию: «Никаких сделок или сговоров с украинским руководством ЕС точно практиковать не будет».
Участники встречи в верхах приняли Вильнюсскую декларацию, призвав постсоветские государства Восточной Европы и Закавказья к проведению более широких демократических и экономических реформ, а также призвав Россию уважать выбор этих стран в интересах европейской интеграции.
Европейская комиссия по вопросам расширения и политики добрососедства предложила безвизовый въезд в Шенгенскую зону гражданам Молдовы в связи с тем, что Правительство Молдовы успешно выполнило все критерии плана действий по либерализации визового режима.